# Giro dei Paesi Baschi femminile 2024
Il Giro dei Paesi Baschi femminile 2024 (Itzulia Women), terza edizione della corsa, valevole come sedicesima prova dell'UCI Women's World Tour 2024 categoria 2.WWT, si svolse in 3 tappe dal 10 maggio al 12 maggio 2024, su un percorso totale di 358,9 km, con partenza da Vitoria ed arrivo a San Sebastián, in Spagna. La vittoria fu appannaggio dell'olandese Demi Vollering che completò il percorso in 9h03'42", precedendo la connazionale Mischa Bredewold e la francese Juliette Labous.
Partenza con 111 cicliste accreditate, delle quali 90 portarono a termine la competizione.

## Tappe
| Tappa  | Data      | Percorso                      | km    | Vincitore di tappa | Leader cl. generale |
| ------ | --------- | ----------------------------- | ----- | ------------------ | ------------------- |
| 1ª     | 10 maggio | Vitoria > Elgoibar            | 140,0 | Mischa Bredewold   | Mischa Bredewold    |
| 2ª     | 11 maggio | Basauri > Basauri             | 104,0 | Mischa Bredewold   | Mischa Bredewold    |
| 3ª     | 12 maggio | San Sebastián > San Sebastián | 114,9 | Demi Vollering     | Demi Vollering      |
| Totale | Totale    | Totale                        | 358,9 |                    |                     |

## Squadre e cicliste partecipanti
| N.    | Cod. | Squadra                    |
| ----- | ---- | -------------------------- |
| 1-6   | SDW  | Team SD Worx-Protime       |
| 11-16 | LTK  | Lidl-Trek                  |
| 21-24 | CSR  | Canyon-SRAM Racing         |
| 31-36 | DFP  | DSM-Firmenich PostNL       |
| 41-46 | FST  | FDJ-Suez                   |
| 51-56 | FED  | Fenix-Deceuninck           |
| 61-66 | LAJ  | Liv AlUla Jayco            |
| 71-76 | MOV  | Movistar Team              |
| 81-86 | COF  | Cofidis Women Team         |
| 91-96 | AUB  | St Michel-Mavic-Auber93 WE |

| N.      | Cod. | Squadra                     |
| ------- | ---- | --------------------------- |
| 103-106 | LDL  | Lotto Dstny Ladies          |
| 111-116 | CGS  | Roland                      |
| 121-126 | HPU  | Team Coop-Repsol            |
| 131-136 | LKF  | Laboral Kutxa-Fund. Euskadi |
| 141-146 | BPK  | BePink-Bongioanni           |
| 151-156 | EIC  | Eneicat-CMTeam              |
| 161-166 | ARK  | Arkéa-B&B Hotels Women      |
| 171-176 | SBT  | Isolmant-Premac-Vittoria    |
| 181-185 | WIN  | Winspace                    |
| 191-195 | WNT  | Ceratizit-WNT Pro Cycling   |

## Dettagli delle tappe

### 1ª tappa
- 10 maggio: Vitoria > Elgoibar - 140,0 km

Risultati
| Pos. | Squadra          | Tempo    |          |
| ---- | ---------------- | -------- | -------- |
| 1    | Mischa Bredewold | SD Worx  | 3h25'45" |
| 2    | Arlenis Sierra   | Movistar | s.t.     |
| 3    | Demi Vollering   | SD Worx  | s.t.     |

| Pos. | Ciclista         | Squadra  | Tempo    |
| ---- | ---------------- | -------- | -------- |
| 1    | Mischa Bredewold | SD Worx  | 3h25'35" |
| 2    | Arlenis Sierra   | Movistar | a 4"     |
| 3    | Demi Vollering   | SD Worx  | a 6"     |

### 2ª tappa
- 11 maggio: Basauri > Basauri – 104,0 km

Risultati
| Pos. | Ciclista         | Squadra   | Tempo    |
| ---- | ---------------- | --------- | -------- |
| 1    | Mischa Bredewold | SD Worx   | 2h34'37" |
| 2    | Mavi García      | Liv AlUla | a 1"     |
| 3    | Juliette Labous  | DSM       | s.t.     |

| Pos. | Ciclista         | Squadra   | Tempo    |
| ---- | ---------------- | --------- | -------- |
| 1    | Mischa Bredewold | SD Worx   | 6h00'02" |
| 2    | Juliette Labous  | DSM       | a 14"    |
| 3    | Mavi García      | Liv AlUla | a 15"    |

### 3ª tappa
- 12 maggio: San Sebastián > San Sebastián – 114,9 km

Risultati
| Pos. | Ciclista         | Squadra | Tempo    |
| ---- | ---------------- | ------- | -------- |
| 1    | Demi Vollering   | SD Worx | 3h03'34" |
| 2    | Thalita de Jong  | Lotto   | a 44"    |
| 3    | Mischa Bredewold | SD Worx | s.t.     |

| Pos. | Ciclista         | Squadra | Tempo    |
| ---- | ---------------- | ------- | -------- |
| 1    | Demi Vollering   | SD Worx | 9h03'42" |
| 2    | Mischa Bredewold | SD Worx | a 34"    |
| 3    | Juliette Labous  | DSM     | a 52"    |

## Classifiche finali

### Classifica generale - Maglia rossa
| Pos. | Corridore        | Squadra   | Tempo    |
| ---- | ---------------- | --------- | -------- |
| 1    | Demi Vollering   | SD Worx   | 9h03'42" |
| 2    | Mischa Bredewold | SD Worx   | a 34"    |
| 3    | Juliette Labous  | DSM       | a 52"    |
| 4    | Mavi García      | Liv AlUla | a 53"    |
| 5    | Elise Chabbey    | Canyon    | a 56"    |
| 6    | Olivia Baril     | Movistar  | a 59"    |
| 7    | Thalita de Jong  | Lotto     | a 1'00"  |
| 8    | Arlenis Sierra   | Movistar  | a 1'01"  |
| 9    | Marlen Reusser   | SD Worx   | a 1'05"  |
| 10   | Ella Wyllie      | Liv AlUla | s.t.     |

### Classifica a punti
| Pos. | Corridore        | Squadra  | Tempo |
| ---- | ---------------- | -------- | ----- |
| 1    | Demi Vollering   | SD Worx  | 67    |
| 2    | Mischa Bredewold | SD Worx  | 66    |
| 3    | Olivia Baril     | Movistar | 48    |
| 4    | Elise Chabbey    | Canyon   | 44    |
| 5    | Thalita de Jong  | Lotto    | 39    |

### Classifica scalatrici
| Pos. | Corridore          | Squadra   | Tempo |
| ---- | ------------------ | --------- | ----- |
| 1    | Demi Vollering     | SD Worx   | 14    |
| 2    | Valentina Cavallar | Arkéa     | 12    |
| 3    | Eleonora Ciabocco  | DSM       | 11    |
| 4    | Kata Blanka Vas    | SD Worx   | 8     |
| 5    | Urška Žigart       | Liv AlUla | 7     |

### Classifica giovani
| Pos. | Corridore          | Squadra   | Tempo    |
| ---- | ------------------ | --------- | -------- |
| 1    | Ella Wyllie        | Liv AlUla | 9h04'47" |
| 2    | Shirin van Anrooij | Lidl-Trek | a 2"     |
| 3    | Isabella Holmgren  | Lidl-Trek | s.t.     |
| 4    | Marion Bunel       | St Michel | s.t.     |
| 5    | Julie Bego         | Cofidis   | s.t.     |

### Classifica a squadre
| Pos. | Squadra              | Tempo     |
| ---- | -------------------- | --------- |
| 1    | SD Worx-Protime      | 27h13'29" |
| 2    | Liv AlUla Jayco      | a 50"     |
| 3    | Lidl-Trek            | s.t.      |
| 4    | Movistar Team Women  | a 1'42"   |
| 5    | Ceratizit-WNT Pro CT | a 6'45"   |